# ثيوبالد الثاني ملك نافارا
ثيوبالد الثاني (حوالي. 1239 - 4 ديسمبر 1270) معروف أيضا بـ الشاب، هو ملك نافارا وكونت شامبانيا وبيري (كـ ثيوبالد الخامس) منذ عام 1253 حتى وفاته، هو أبن ثيوبالد الأول ملك نافارا ومارغريت دي بوربون.
تزوج من إيزابيل من فرنسا أبنة لويس التاسع في 6 أبريل 1255، وأصبح مستشار لـ ملك لويس، أستطاع حل بعض المشاكل الداخلية فعندما كانت أبنة ألفونسو العاشر ملك قشتالة برينغاريا مخطوبة من أبن لويس التاسع «لويس» تنازل ألفونسو عن فوينتيرابيا وسان سباستيان لنافارا في 1 يناير 1256.
وأيضا خرج في يوليو 1270 مع حماه لويس التاسع في حملة صليبية ثامنة على تونس، لويس توفى أثناء الحصار، وثيوبالد توفي في تراباني في صقلية أثناء عودته في نفس العام، وخلفه شقيقه إنريكي، أرملته عادت إلى فرنسا، وتوفيت بعد بضعة أشهر.